# Федевичи (Ошмянский район)
Федевичи (бел. Фе́дзевічы) — деревня в Ошмянском районе Гродненской области Белоруссии. Входит в состав Борунского сельсовета.

## География
Пролегает дорога Н20491, рядом дорога Н6329.
Ближайшие населённые пункты Куторовщина, Черкасы и др.

## История
В 1905 году в Ошмянском уезде Куцевичской волости Виленской губернии.
До 17 января 1969 года деревня входила в состав Куцевичского сельсовета.

## Население

### Численность
- 2019 год — 7 человек

### Динамика
- 2009 год — 12 человек (перепись населения)[2]
- 2019 год — 7 человек (перепись населения)